# Hidas-Bonyhád vasútállomás
Hidas-Bonyhád vasútállomás egy Baranya vármegyei vasútállomás, Hidas községben, a MÁV üzemeltetésében. Kettős nevét onnan kapta, hogy Hidas és a Tolna vármegyei Bonyhád határvonalának közvetlen közelében létesült, utóbbi központjától négy kilométerre délre, így lényegében a város vasúton történő megközelítését is ez az állomás biztosítja. (Korábban használatban volt ugyan az innen kiágazó Hidas-Bonyhád–Bonyhád-vasútvonal is, de azon már nincs forgalom.
Külterületen fekszik, Hidas központjától is jó 2,5 kilométerre északkeletre, ráadásul szinte egy települési hármashatáron, hiszen a legkeletibb létesítményei már Mecseknádasd határai között találhatók. Közúti elérését a Bonyhád déli szélén, a 6-os főút és a 6534-es út kereszteződésénél az ellenkező irányban kiágazó 65 362-es számú mellékút teszi lehetővé; Hidas irányából elérhető az 5605-ös út felől is.

## Vasútvonalak
Az állomást az alábbi vasútvonalak érintik:
- Dombóvár–Bátaszék-vasútvonal
- Hidas-Bonyhád–Bonyhád-vasútvonal

## Kapcsolódó állomások
A vasútállomáshoz az alábbi állomások vannak a legközelebb:
- Nagymányok megállóhely (Dombóvár–Bátaszék-vasútvonal)
- Cikó megállóhely (Dombóvár–Bátaszék-vasútvonal)
- Bonyhád vasútállomás (Hidas-Bonyhád–Bonyhád-vasútvonal)

## Forgalom
| Járat        | Útvonal | Gyakoriság   |
| ------------ | --- | ------------ |
| személyvonat | Dombóvár – Csikóstőttős – Mágocs-Alsómocsolád – Szalatnak – Szászvár – Máza-Szászvár – Váralja – Nagymányok – Hidas-Bonyhád – Cikó – Mőcsény – Mórágy – Bátaszék – Alsónyék – Pörböly – Baja-Dunafürdő – Baja | Napi 5-6 pár |